# Гута (Дрогобицький район)
Гу́та — село Новокропивницького старостинського округу Східницької громади Дрогобицького району Львівської області. Відстань до райцентру становить 26 км і проходить автошляхом Т 1402.

## Історія
Мережа Інтернет видає інформацію про першу писемну згадку про поселення 1439-м роком, проте електронний ресурс не подає письмової фіксації ойконіма, тож маємо підстави вважати першою документальною згадкою про населений пункт 1785-1788 рр. - Hucisko, Huta - у «Йосифінська (1785-1788) і Францисканська (1819-1820) метрики (Перші поземельні кадастри Галичини. Покажчик населених пунктів). -К.: Наукова думка, 1965. - 353 с.». У довіднику адміністративно-територіального устрою 2005 р. комонім не зафіксовано.
Джерело: Віра Котович. Походження назв населених пунктів Дрогобиччини (наукові версії). - Дрогобич: Посвіт, 2012. - С. 32
У період нацистської окупації під час Другої світової війни, зі серпня 1941 р. по серпень 1944 р. місцевість входила до волості (нім. Landgemeinde) Новий Кропивник окружного староства Дрогобич (нім. Kreishauptmannschaft Drohobycz) дистрикту Галичина Генерал-губернаторства для окупованих польських земель.
За непідтвердженою інформацію статус окремого села поселенню було відновлено у 1989 році.
З 2020 р., після чергової адміністративно-територіальної реформи, село Гута увійшло до Новокропивницького старостинського округу Східницької громади оновленого Дрогобицького району Львівщини.

## Населення

### Мова
Розподіл населення за рідною мовою за даними перепису 2001 року:
| Мова       | Відсоток |
| ---------- | -------- |
| українська | 95,46%   |
| російська  | 4,54%    |

### Антропоніміка
Тепер важко визначити хто та коли заснував та заселив поселення, тобто важко визначити автохтонні наймення мешканців. Станом на січень 2024 р. на хуторі зафіксовані такі прізвища: Дон, Кандур, Кропивницький(-ка), Левицький(-а), Лис, Ліщинський(-ка), Німас, Пилипчак, Пронь, Созанський(-ка), Хомин, Юркевич. 
Найімовірніше, корінними антропонімами мешканців будуть Кропивницький та Німас, оскільки вони поширені у сусідньому селі - Новому Кропивнику.

## Етимологіяназви
Назва походить від гута - невелика фабрика, де вироблялося скло та скляні вироби.

## Географія
Село розташоване на потічку Глибокий, що є допливом річки Східничанки.
Обійстя  побудовані на висоті від 620 до 680 метрів над р. м. Гори у південно-західній стороні сягають висоти 800 м.
Станом на 01 січня 2015 року у селі було 25 домогосподарств та проживало 27 осіб (згідно даних Дрогобицького відділу статистики). Згідно даних перепису населення 2001 р., - було зареєстровано 44 людини. 
Станом на 2015 рік Гута у межах забудови займає площу 32,5 га або 0,33 км². З урахуванням приналежних полів, лісів тощо - 120,6 га або 1,21 км².
У населеному пункті одна назва вулиці: Зелена.
Дорога у селі без покриття. Заїзд через смт. Східниця, відстань до центру якого становить 4,5 км.
Автобусного сполучення Гута не має. До найближчої автобусної зупинки - 3 км.

## Цікаво знати
- Хутори Гута та Підсухе є найменшими адміністративними населеними пунктами Дрогобицького району.
- Гута та село Зубриця є найвисокогірнішими населеними пунктами Дрогобицького району.

## Див також
- Підсухе
- Перепростиня
- Новий Кропивник